# 隋唐五代服飾

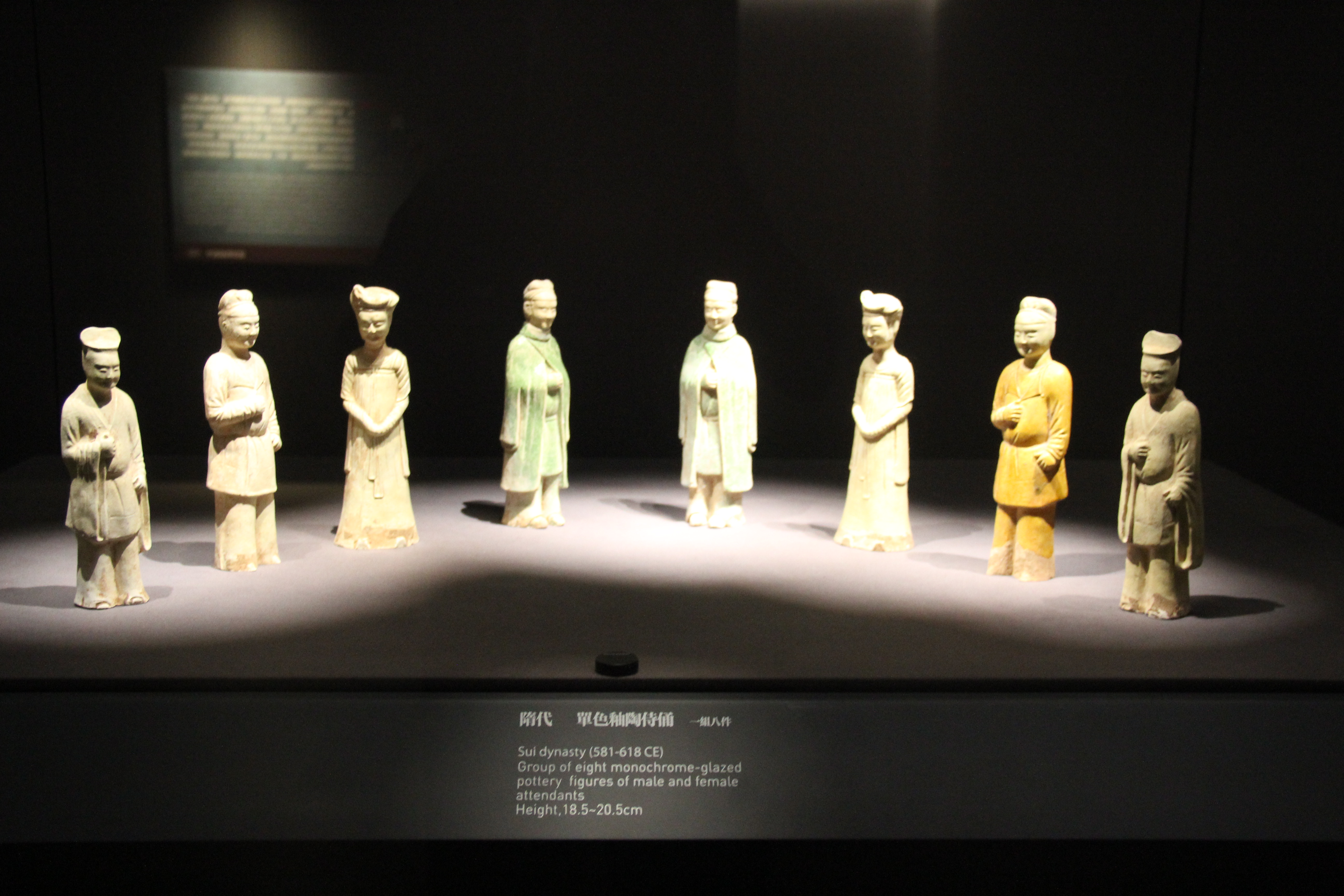
隋代单色釉陶持俑

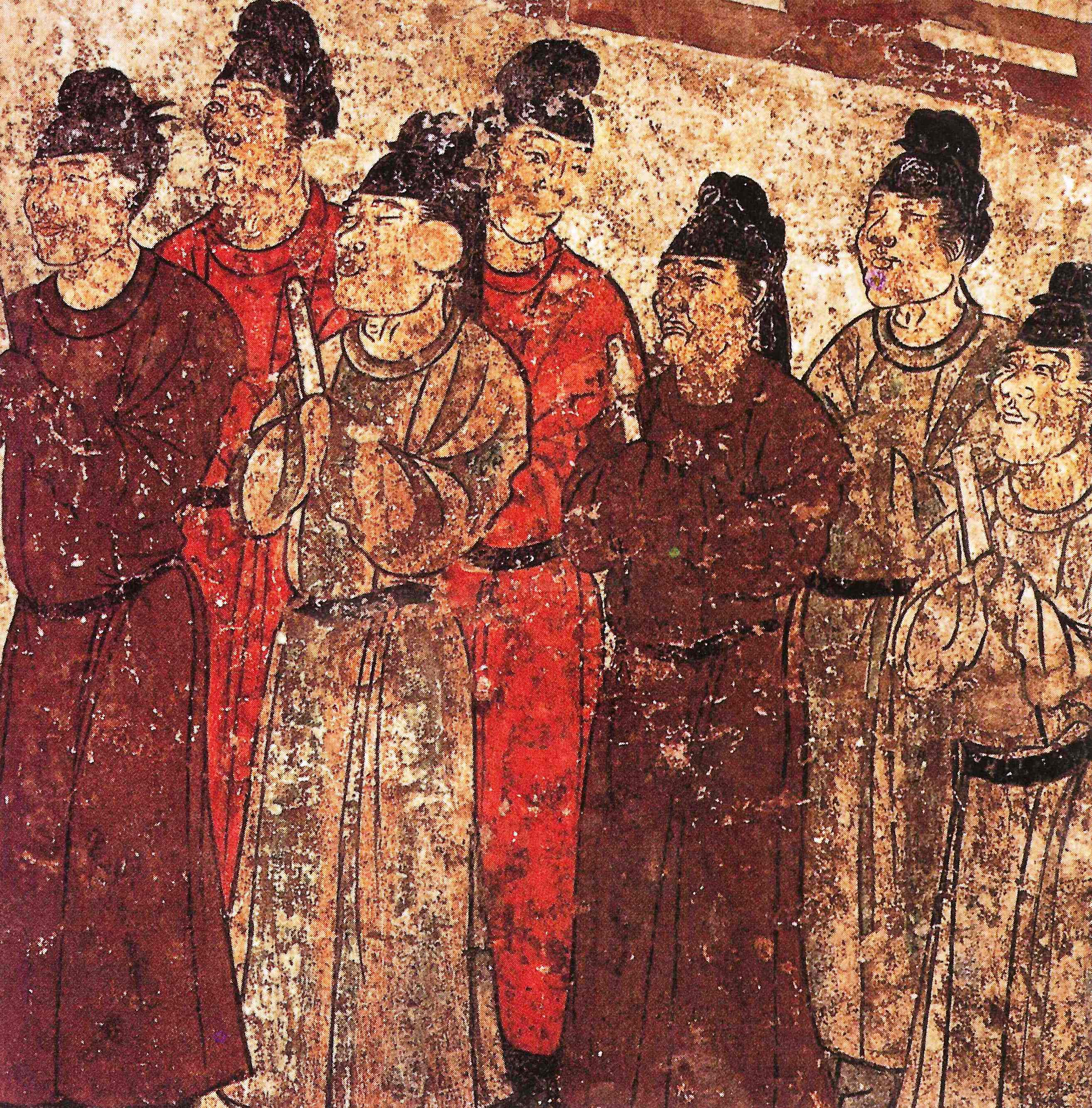
初唐穿圓領袍男子畫像

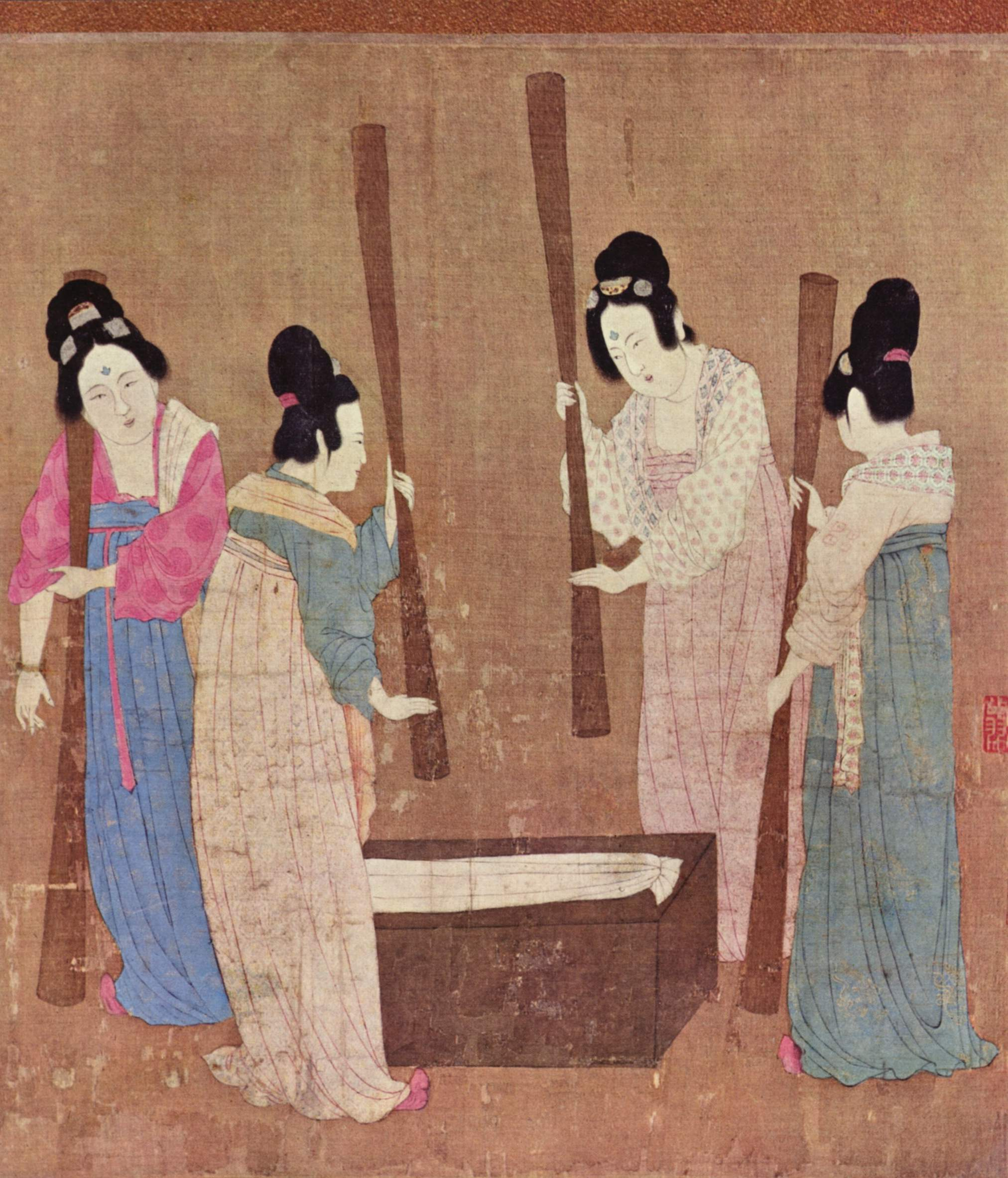
中唐穿齊胸襦裙女子畫像

隋唐五代服飾是指中國隋代、唐代至五代十國的服飾，這段時期中國的生产和纺织技术的进步，加上对外交往的频繁，使服装款式、色彩、图案等都呈现崭新局面。五代时期服饰基本沿袭了晚唐服饰。男子常服，以幞头袍衫为尚，女性則以襦裙為主。由於隋唐時與外國多有交流，服飾制度亦影響周邊地區，如日本、朝鮮半島等。日本奈良至平安時代的和服、朝鮮三國時代中期至後期及統一新羅時期的韓服皆深受隋唐服裝影響。

## 漢服

### 男子服飾

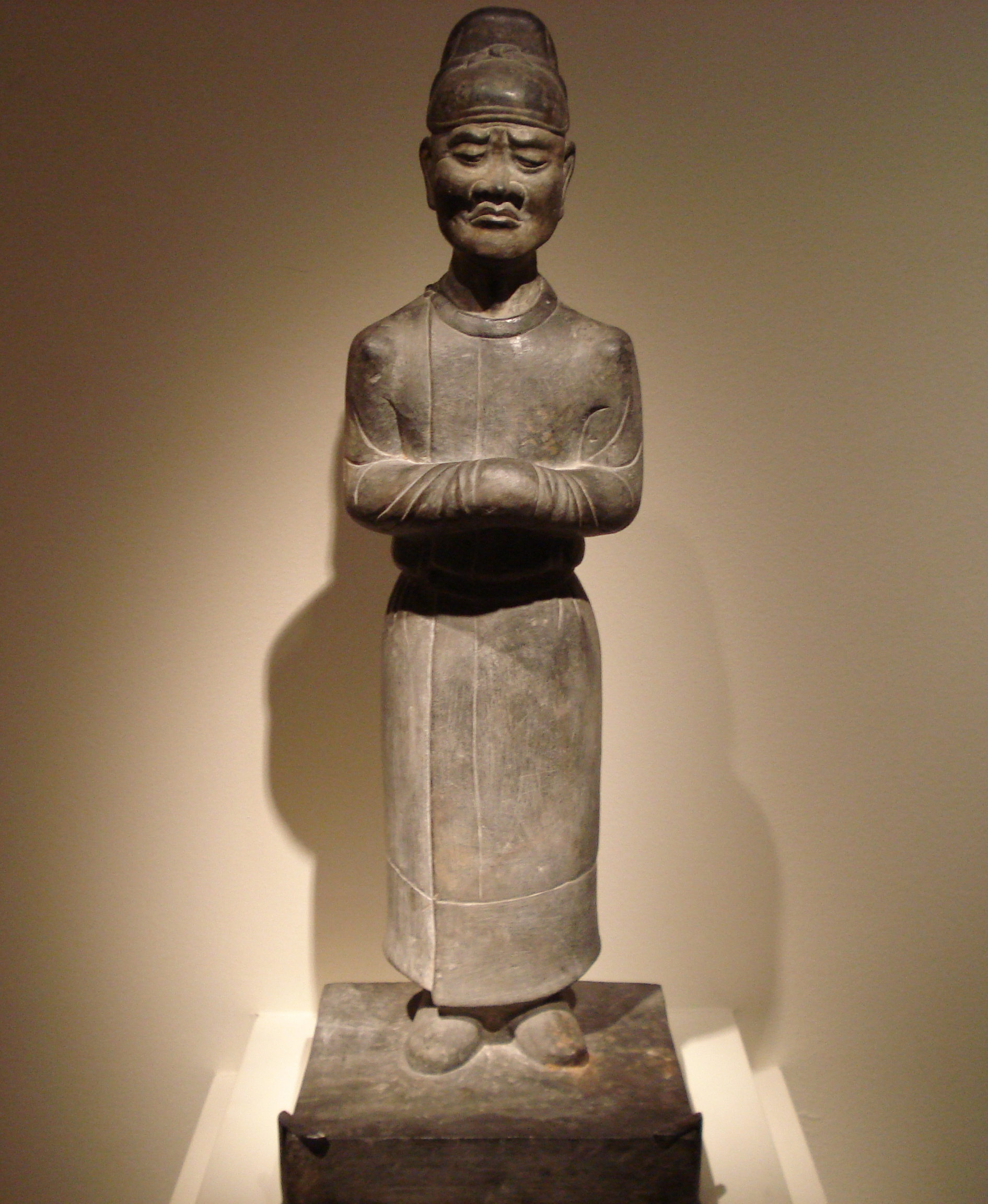
戴幞頭、穿圓領袍的唐代男子

唐代男子常服多為袍服，頭戴幞頭。幞头又称袱头，是在汉魏巾幘基础上形成的一种首服。當時的袍衫以圓領袍為主，圓領為小企領，以鈕扣繫結，窄袖，長至小腿。圆领窄袖袍衫之外，在一些重要场合，如祭祀典礼时仍穿礼服。

#### 首服
唐代以後，人們在襆頭裡面增加了一個固定的飾物，名為「巾子」。巾子的形狀各個時期有所不同。除巾子外，襆頭的兩腳也有許多變化，到了晚唐五代，已由原來的軟腳改變成左右各一的硬腳。

#### 圓領袍
唐代官服，主要服飾為圓領窄袖袍衫，其顏色曾有規定：凡三品以上官員一律用紫色；五品以上為緋色；六品、七品為綠色；八品、九品為青色。以後稍有變更。另在袍下施一道橫襕，稱為襴衫。圓領袍也是當時男子常服，這種袍可穿成翻領，綴錦邊，穿圓領袍時，腰間繫上革帶或銙帶，在陝西等地的墓中壁畫有大量反映。初唐規定文武官員必佩革帶，上面懸掛算袋、刀子、砺石、契苾真、哕厥、针筒、火石袋七件物品，俗稱「蹀躞七事」，這種革帶稱為蹀躞帶。開元以後，官員改配銙帶。但革帶在常服依然流行。

#### 官吏禮服
隋唐五代官吏，除穿圓領窄袖袍衫之外，在一些重要場合，如祭祀典禮時仍穿禮服。礼服的样式為头戴介帻或笼冠，身穿对襟大袖上衣，下着裳，配玉珮组绶等。

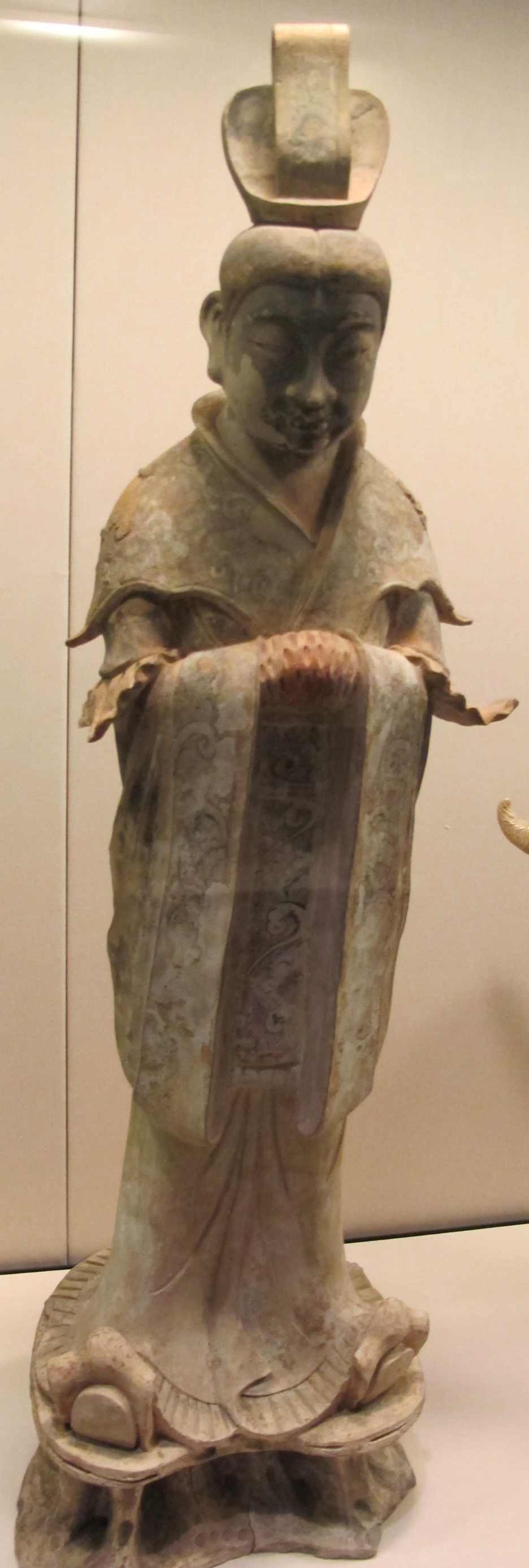
穿禮服的唐代前期官員
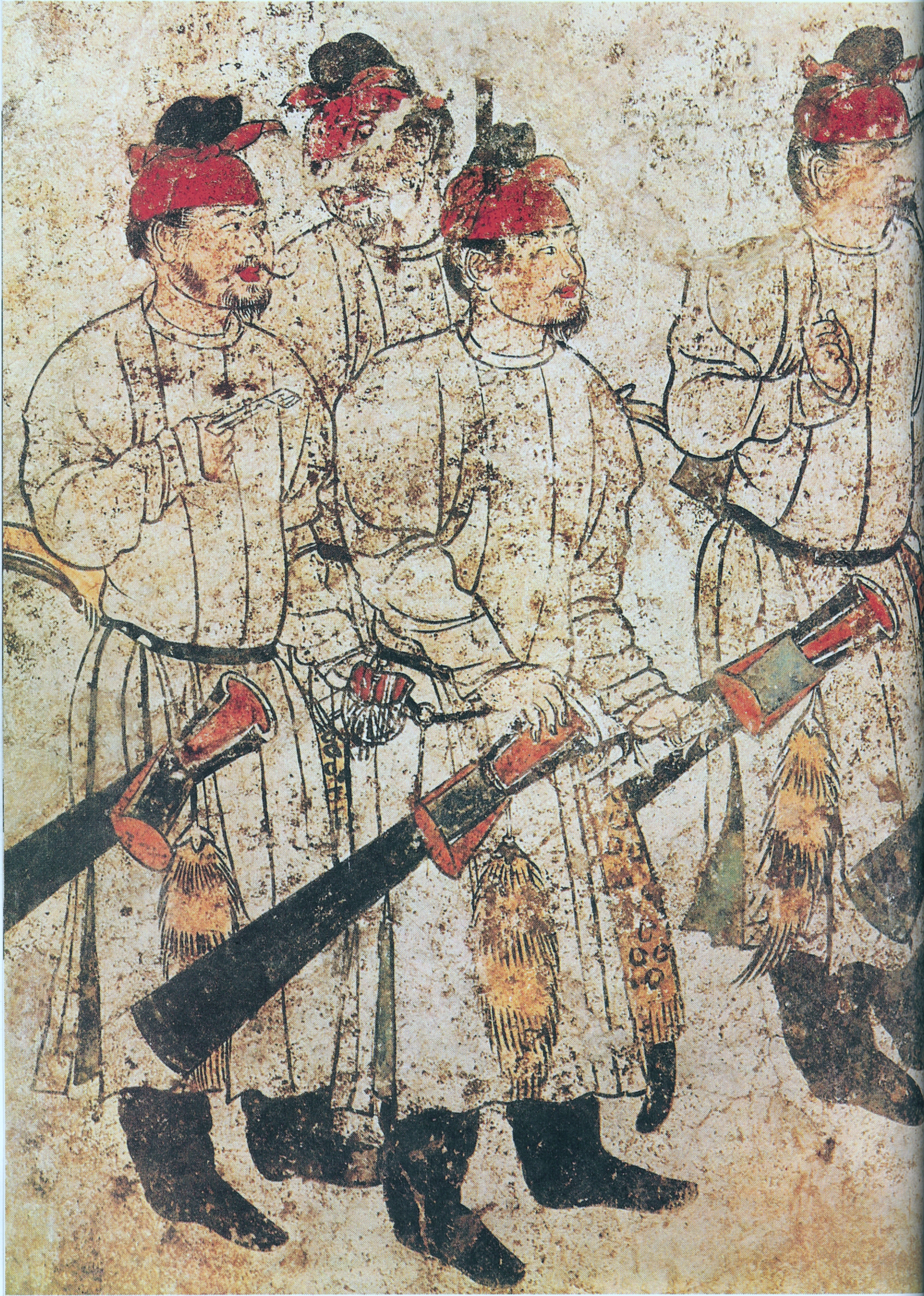
穿圓領袍的唐代前期男子
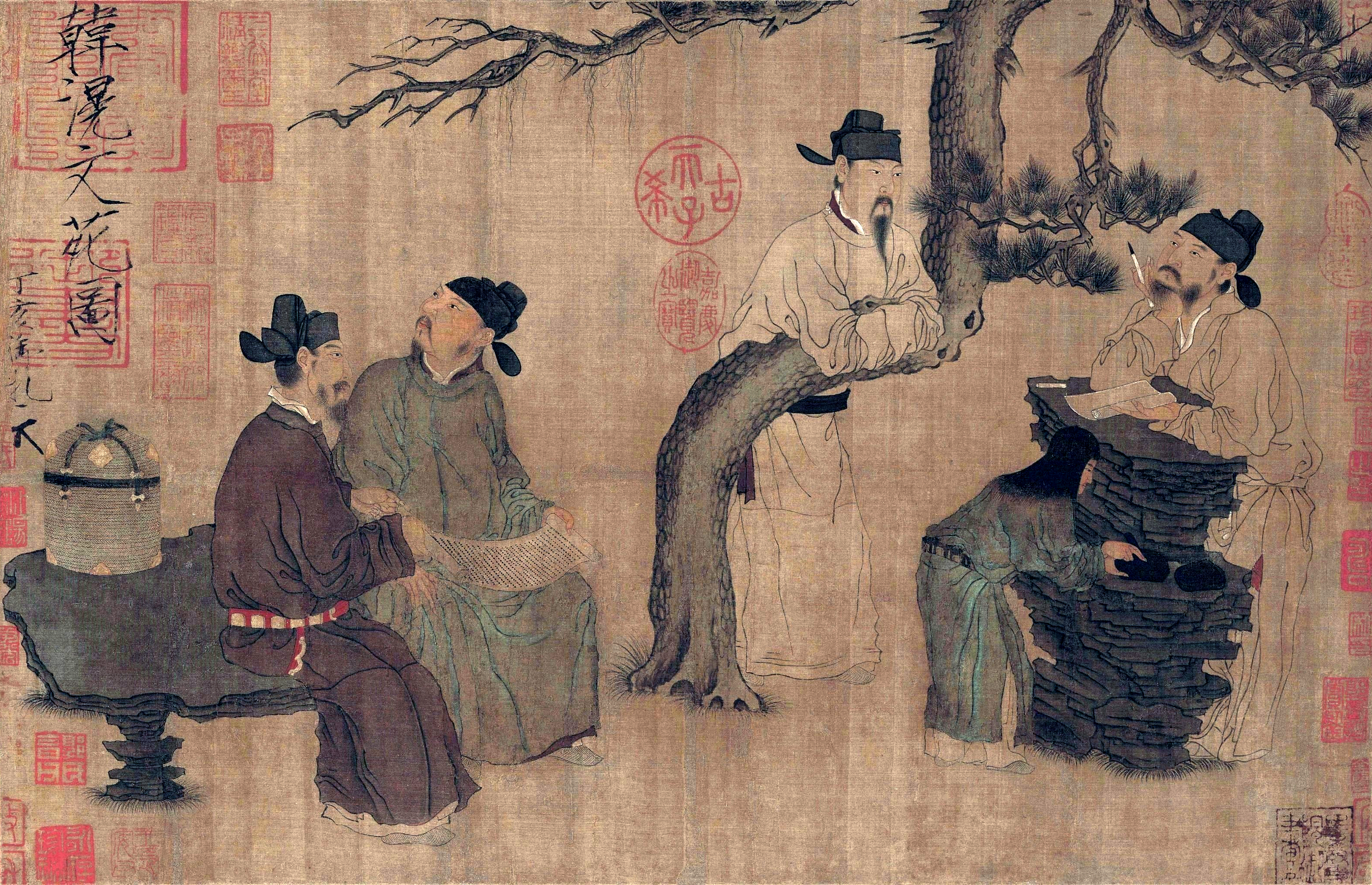
穿圓領袍、戴襆頭的唐代男子

### 女性服裝
隋代時期婦女的日常服飾，大多以上身著襦、襖、衫，下身束裙子，即襦裙。除穿襦裙外，還有穿著像男裝式樣的圓領袍。

#### 圓領袍
唐代婦女也會穿如男子服裝那樣的圓領袍，新疆吐魯番阿斯塔那出土的絹畫中也有這類服裝的婦女，也可穿成翻領式。凡穿這種服裝的婦女，腰間都繫有革帶，革帶上還常有若干條小帶下垂，只是裝飾之意，無使用價值。

#### 禮服
禮服一般多在重要場合穿著，如朝參、禮見及婚禮等，並因應身份、場合有不同的等級。初唐時女性禮服為上下連裳的深衣制，髮上還簪有金翠花釵。命婦禮服等級最高的是花釵翟衣，屬翟衣的一種，是一至五品命婦及同品級官員女兒的禮服、婚服。其次花釵禮衣，大袖的是六至九品命婦及同品級官員女兒的禮服、婚服，直袖的為庶人禮服、婚服。再次之為鈿釵禮衣，大袖者是皇族女性、命婦常禮服，直袖者為庶人常禮服。中晚唐之際的女性禮服改為上衣下裳制，先穿一件貼身直領對襟襦，再穿訶子，下穿裙、蔽膝，再外穿大袖罩衫，最後加上披帛，有些還會戴上花冠、鳳冠等。

#### 髮式、首服
隋唐五代婦女髮式變化多端，日常髮型有丫髻、雙鬟望仙髻、雙垂髻、烏蠻髻、回鶻髻、半翻髻、螺髻、高髻、翻刀髻等多種樣式。隋代至中唐時，女性所插戴的頭飾較少，多是簡單插少量簪、釵、步搖、梳篦等，又有花冠、玉葉冠、鳳冠等冠飾。至晚唐五代時，女性髮髻上髮飾數量增加，且髮飾體積亦較大。此外，唐代婦女出行時會戴上羃離、帷帽。

#### 鞋履
唐代貴族婦女多穿絲鞋、錦鞋，有雲頭履、翹頭履、笏頭履等樣式。庶民、丫鬟著便服鞋搭配麻鞋。

#### 配飾
襦裙常會搭配披帛，又称披子，通常一轻薄的纱罗制成，上面印画图纹。初期披帛較寬，披在身上時不觸地；後期變窄，长度一般为二米以上。用时将它披搭在肩上，并盘绕于两臂之间。走起路来，不时飘舞，十分美观。从传世的壁画、陶俑来看，披帛需配搭襦裙或大袖衫，而不能单独使用。
婦女穿著訶子裙時，常會在頸項配上瓔珞、串珠等飾物。

#### 圖集

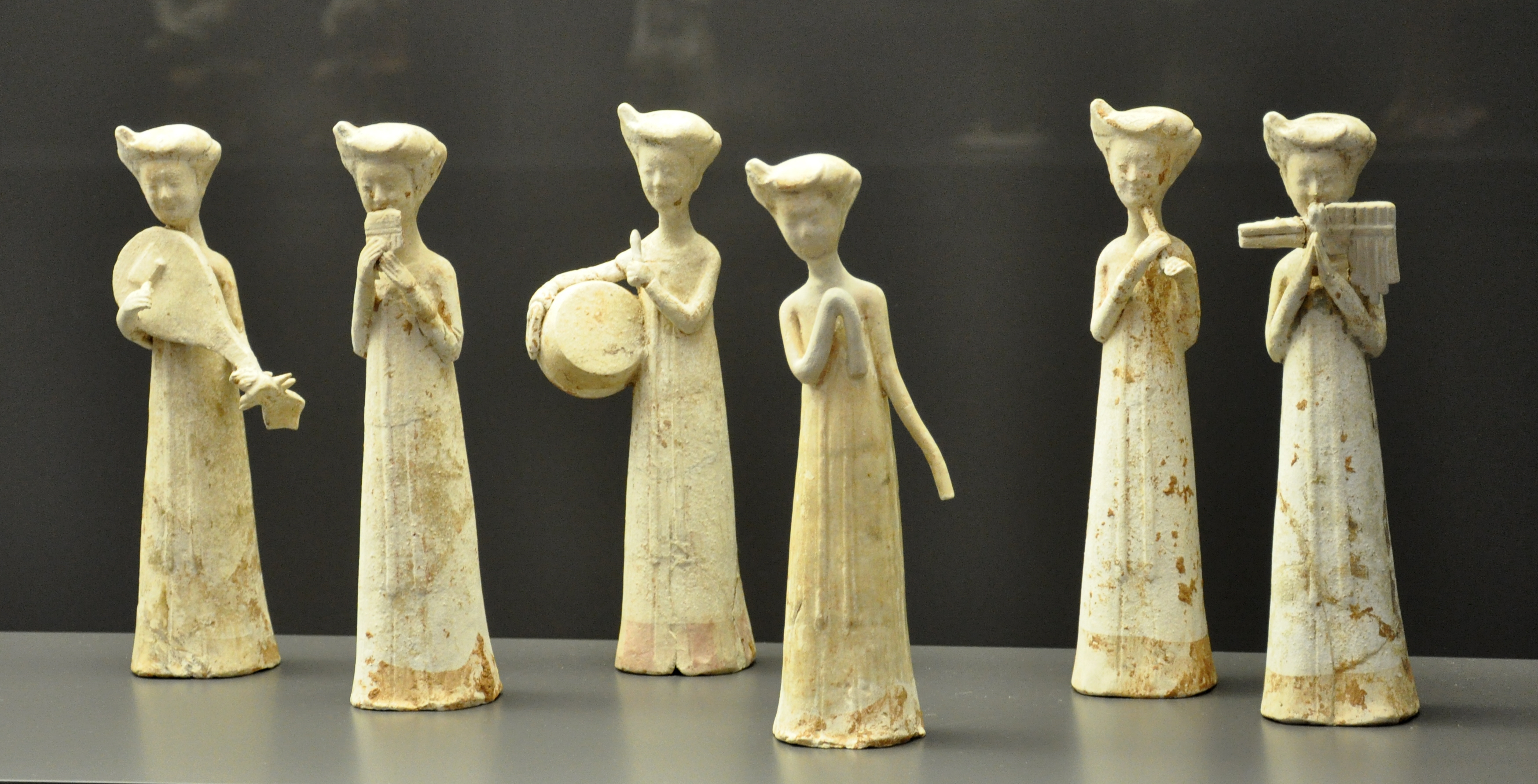
隋代女乐师陶俑
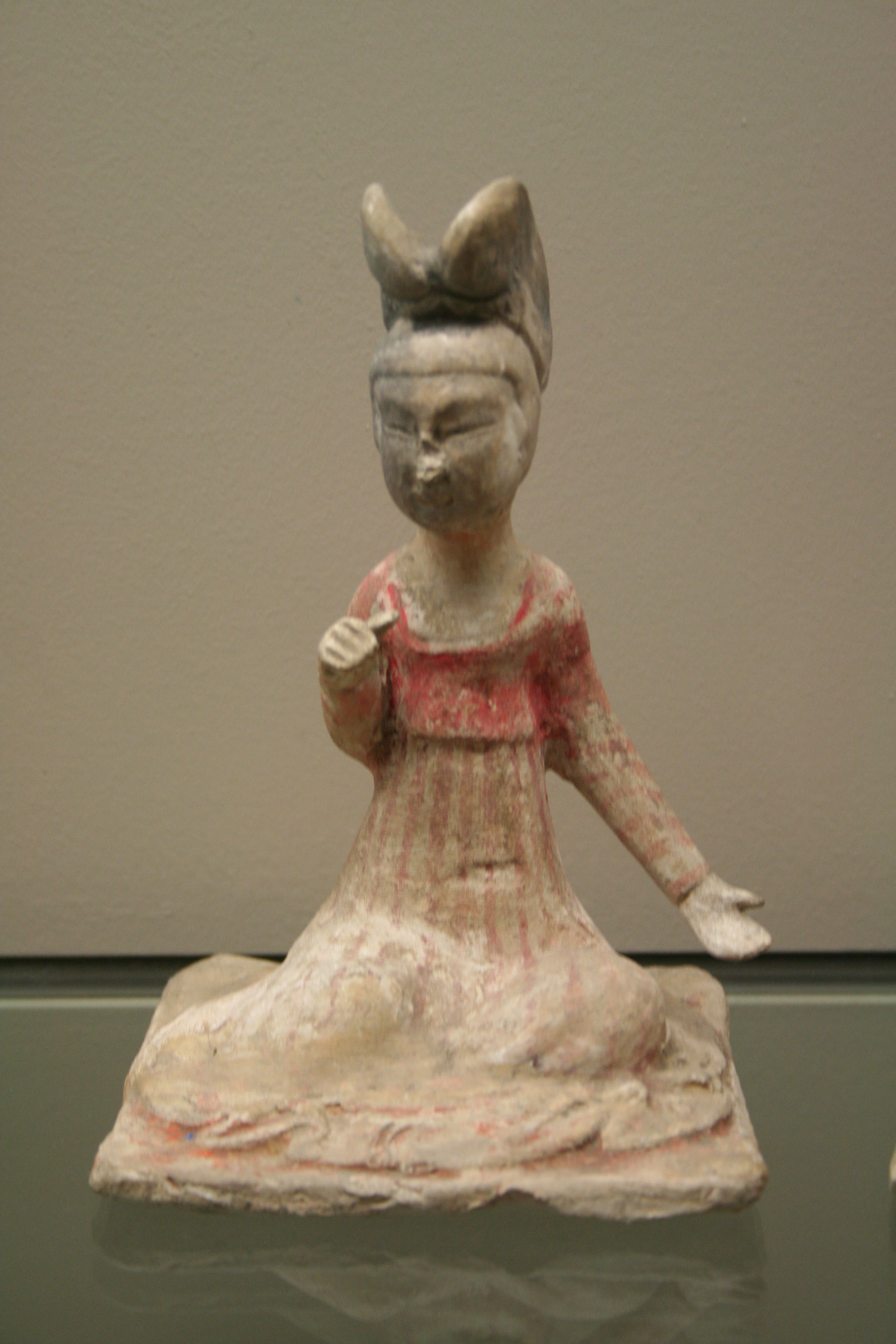
穿圓領半臂的初唐女俑
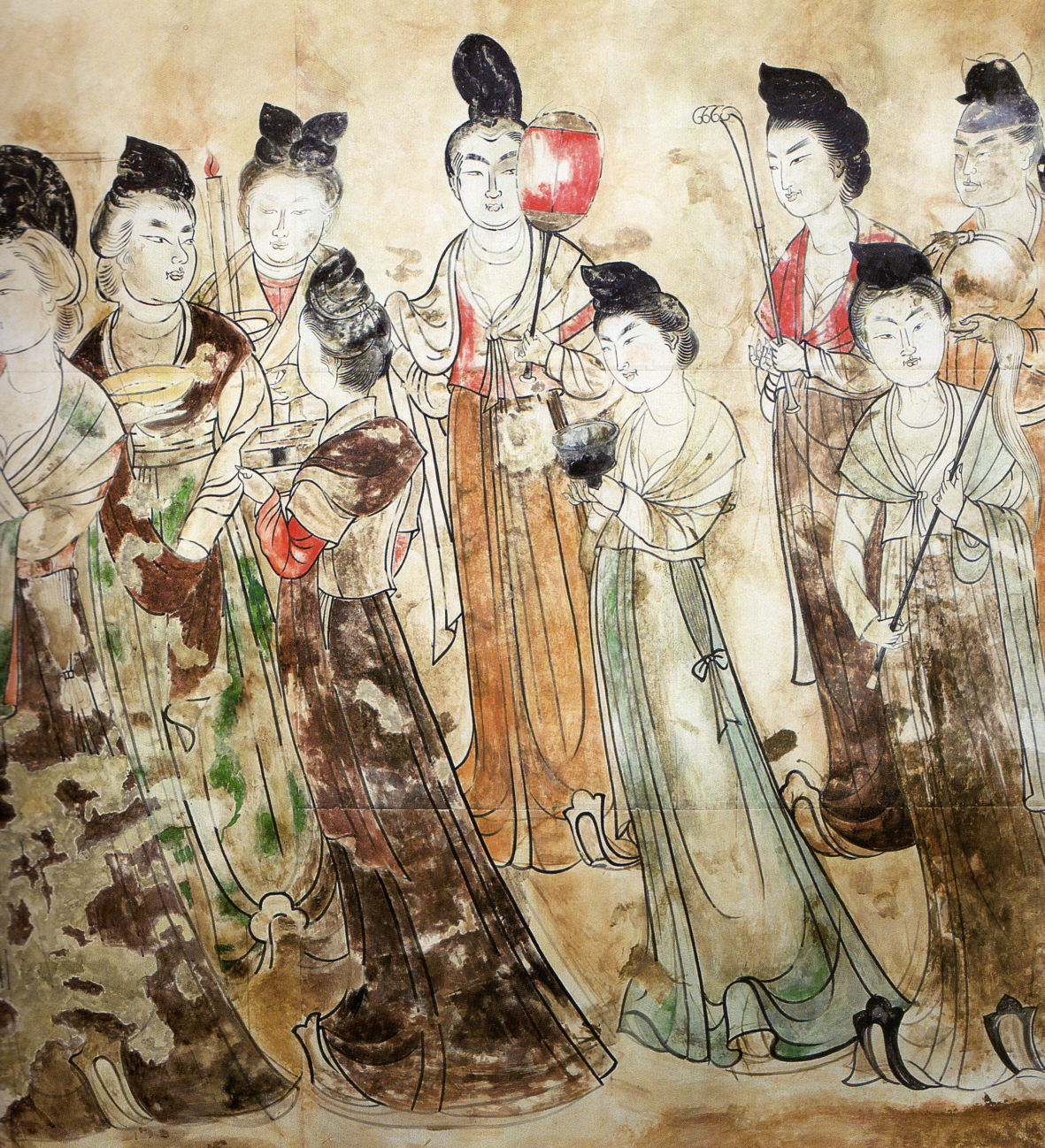
唐乾陵永泰公主墓壁画中的穿著半臂、襦裙、披帛的仕女，部份為低胸裝
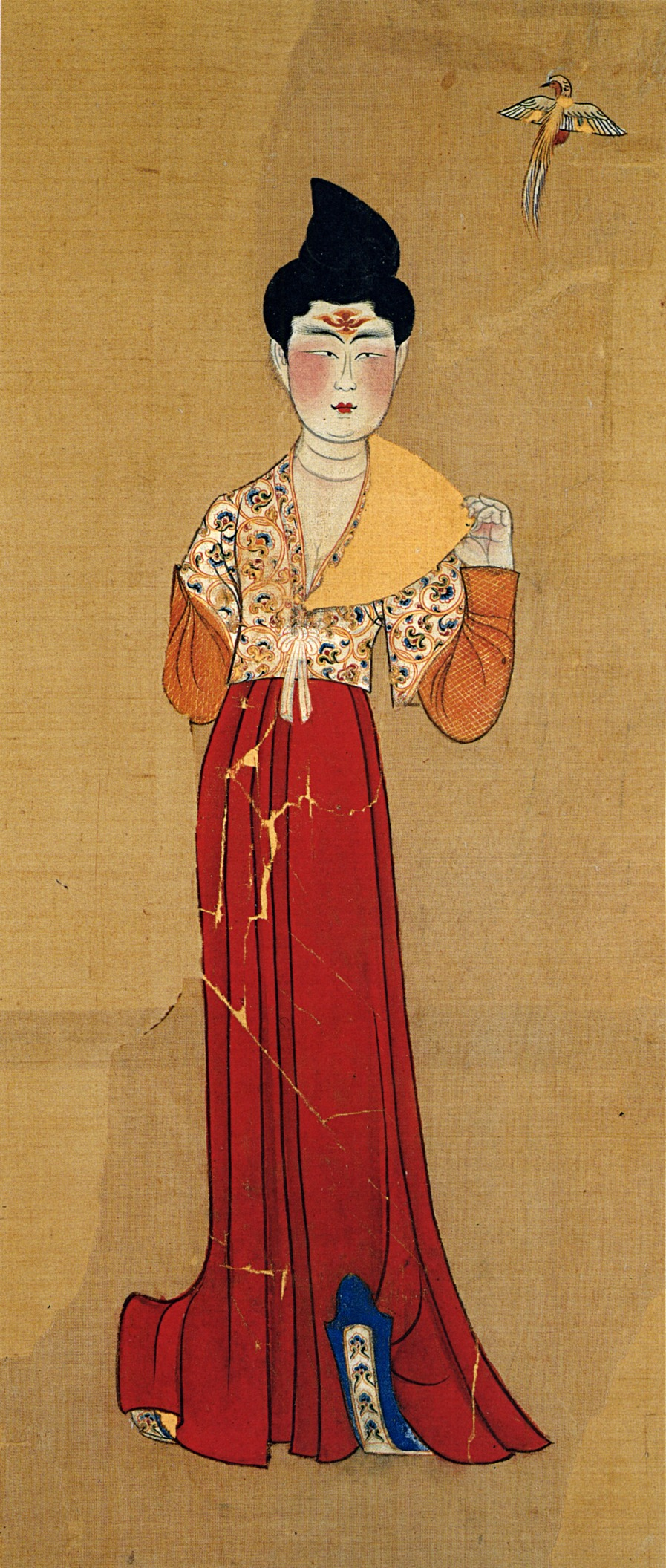
武周时期的交領襦裙配披帛
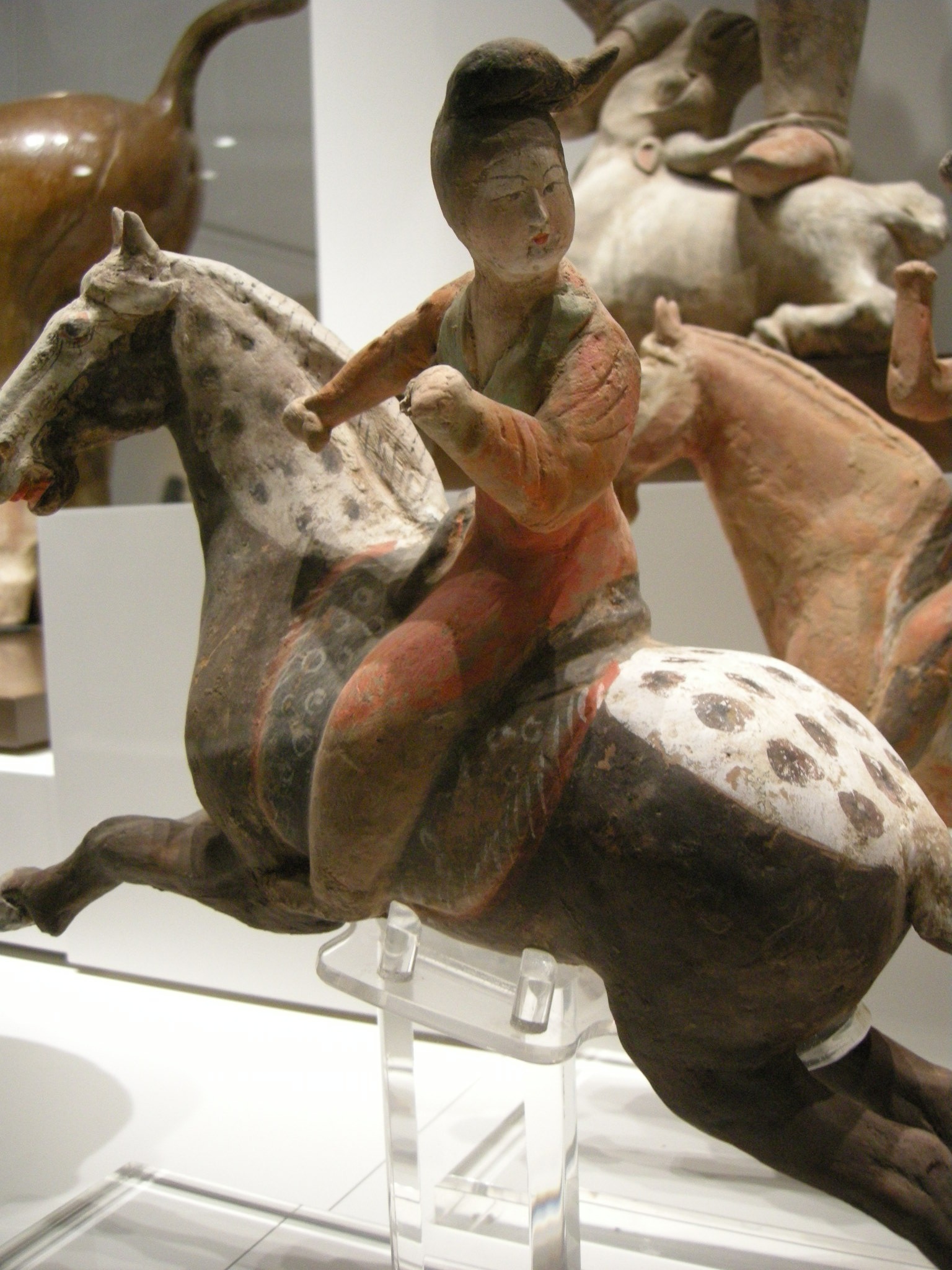
把圓領袍穿成翻領的唐代前期騎馬婦女俑
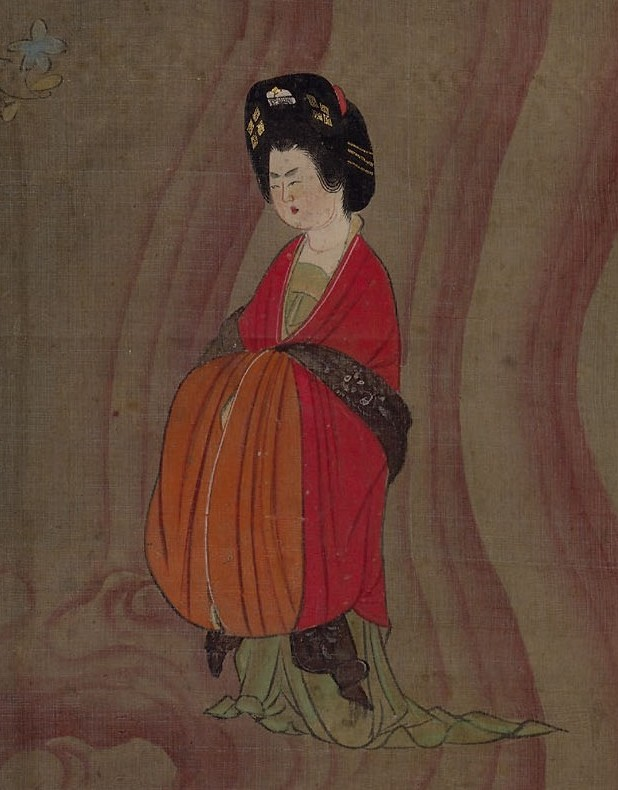
敦煌《引路菩萨图》中的晚唐女子
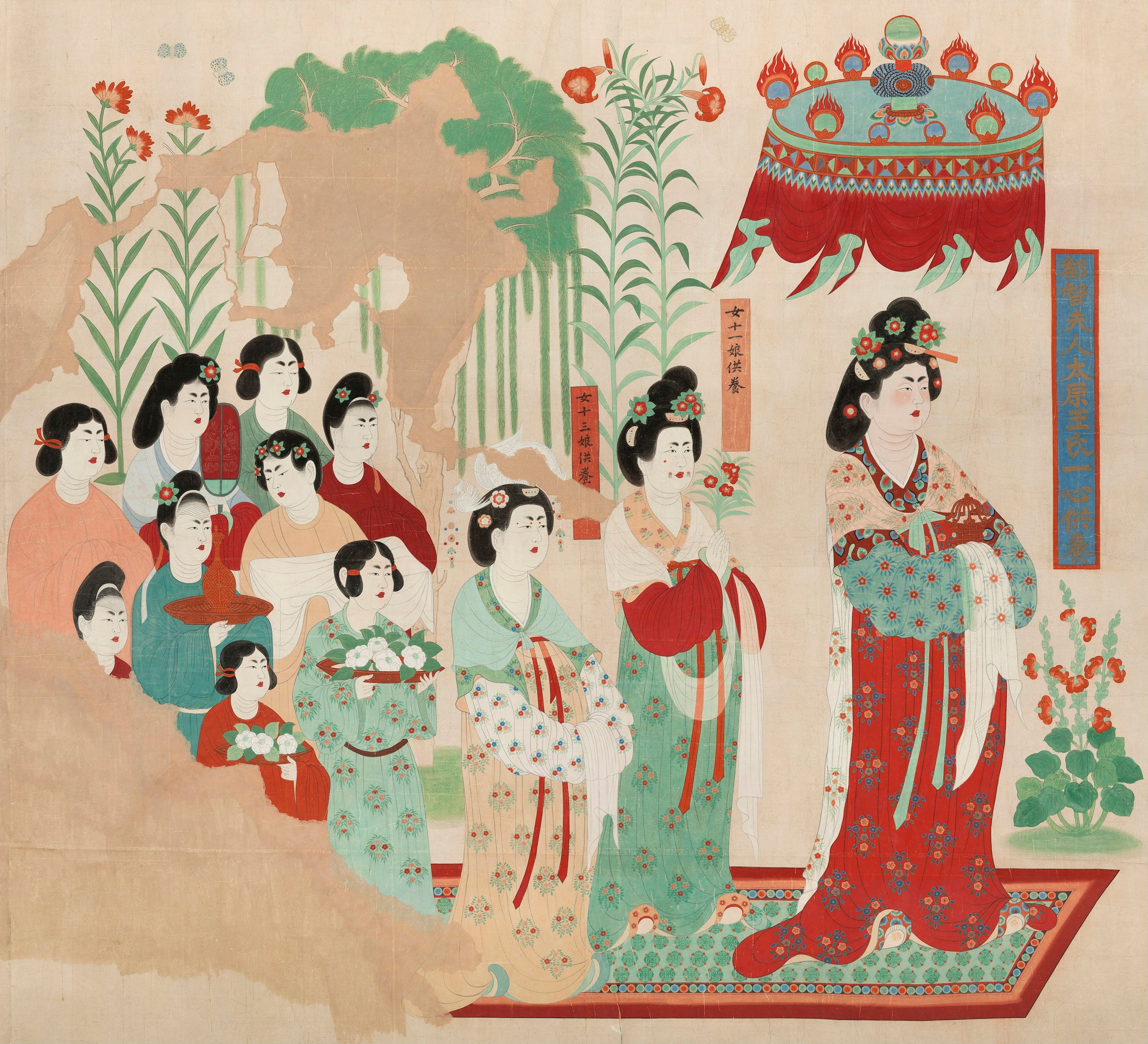
敦煌《都督夫人礼佛图》中太原王氏母女和身穿圆领袍的侍女们
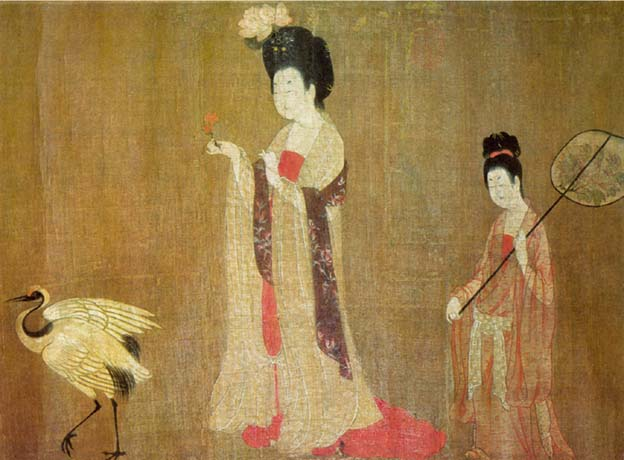
《簪花仕女圖》中的五代貴族婦女大袖衫配訶子裙
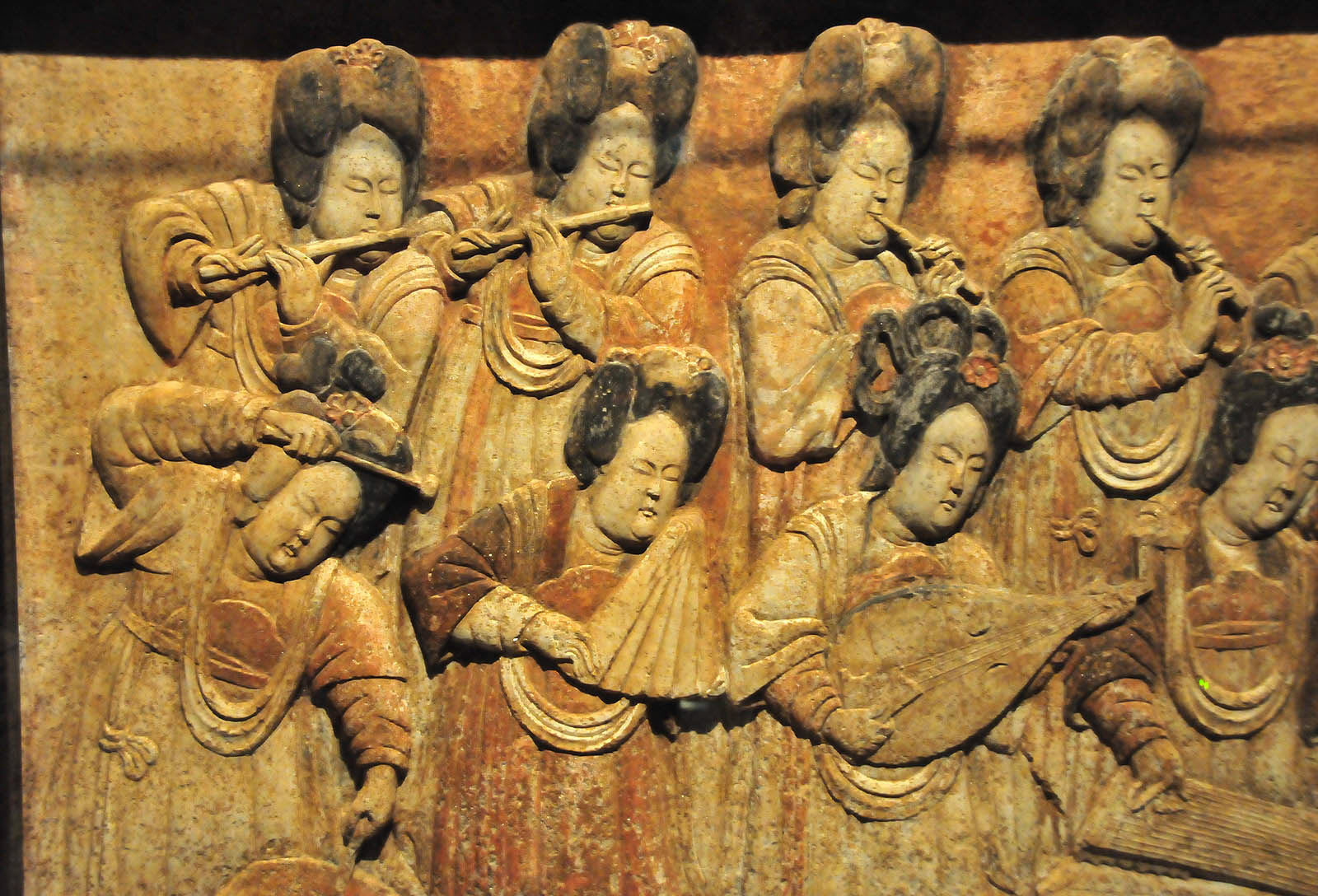
穿訶子裙、半臂的五代女子
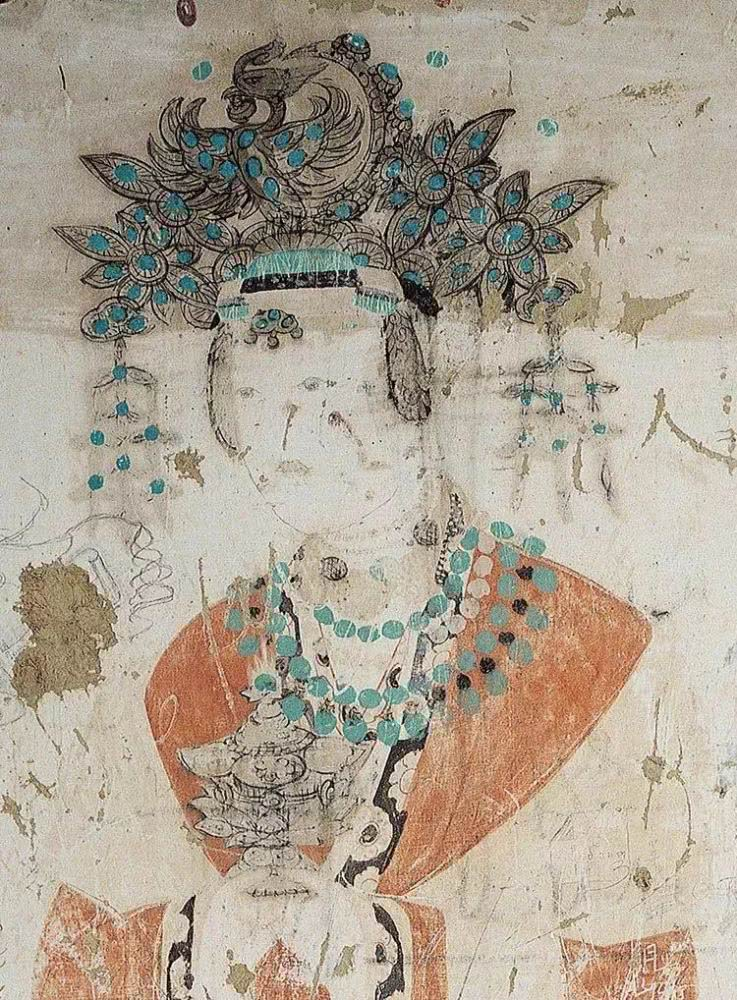
頭戴翡翠鳳冠的涼國夫人潯陽翟氏供養像
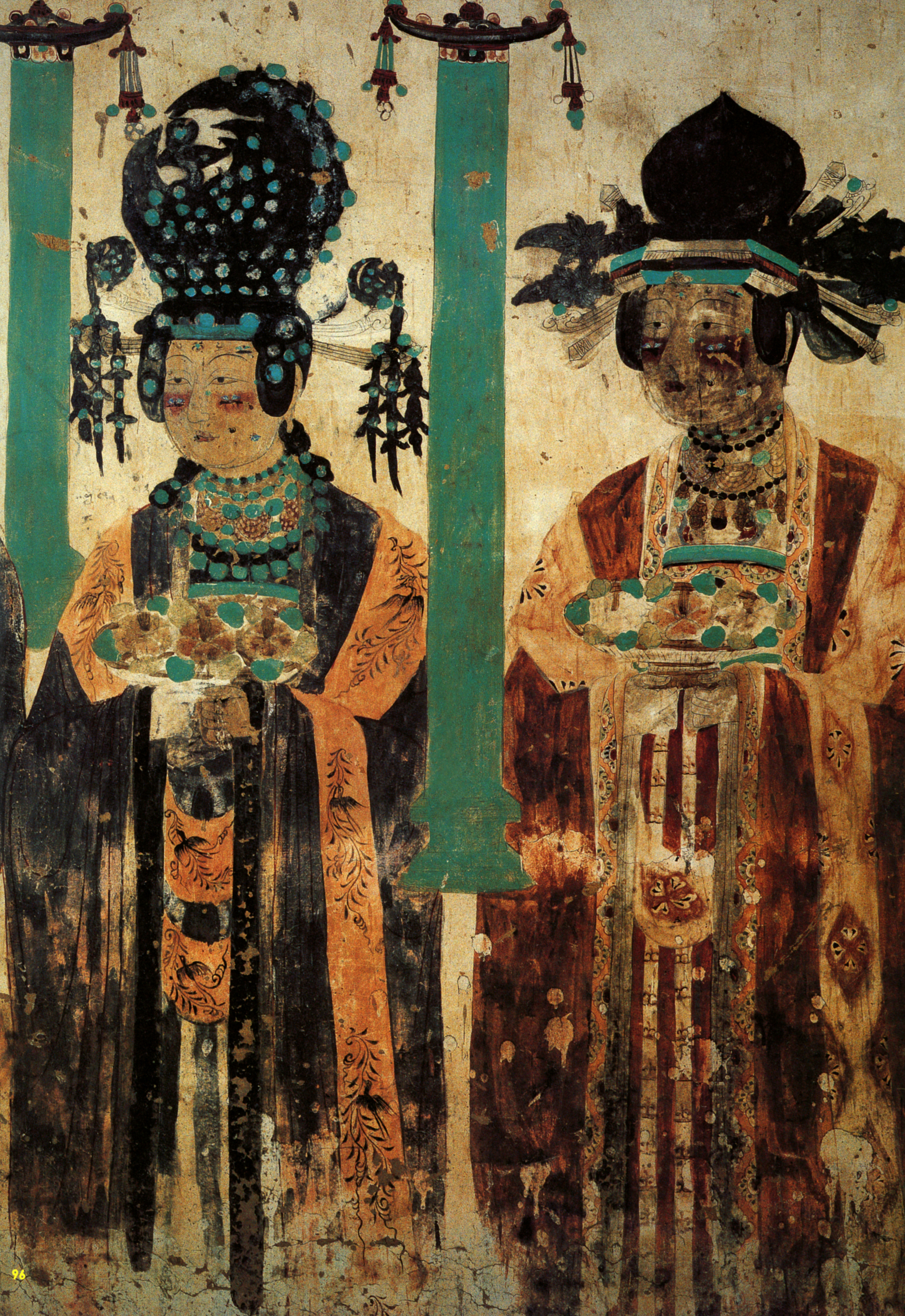
五代貴婦大袖禮服，項飾瓔珞，頭戴鳳冠、插大型簪釵
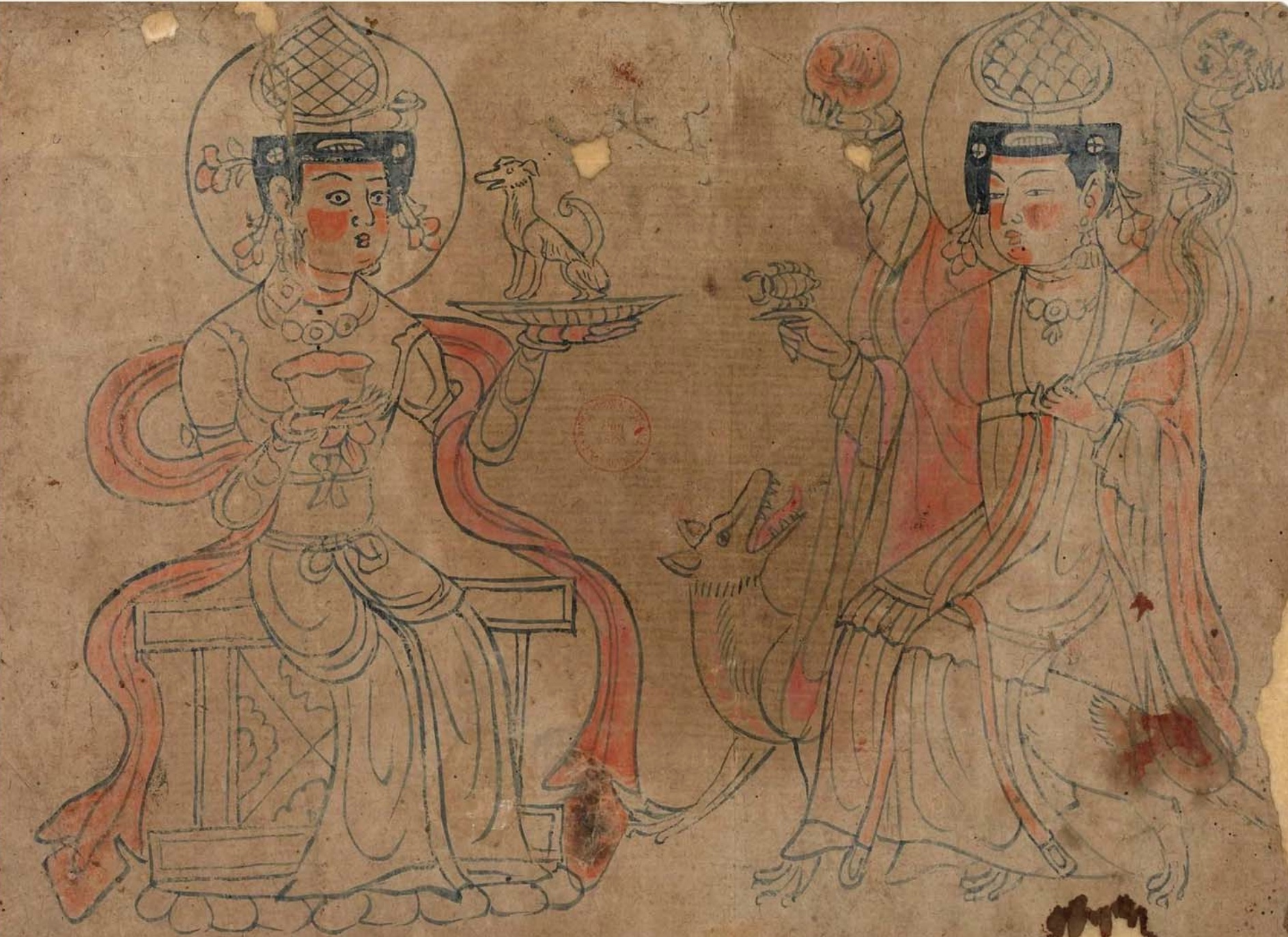
受到回鶻風格影響的粟特女神像，頭戴桃形冠

### 胄甲

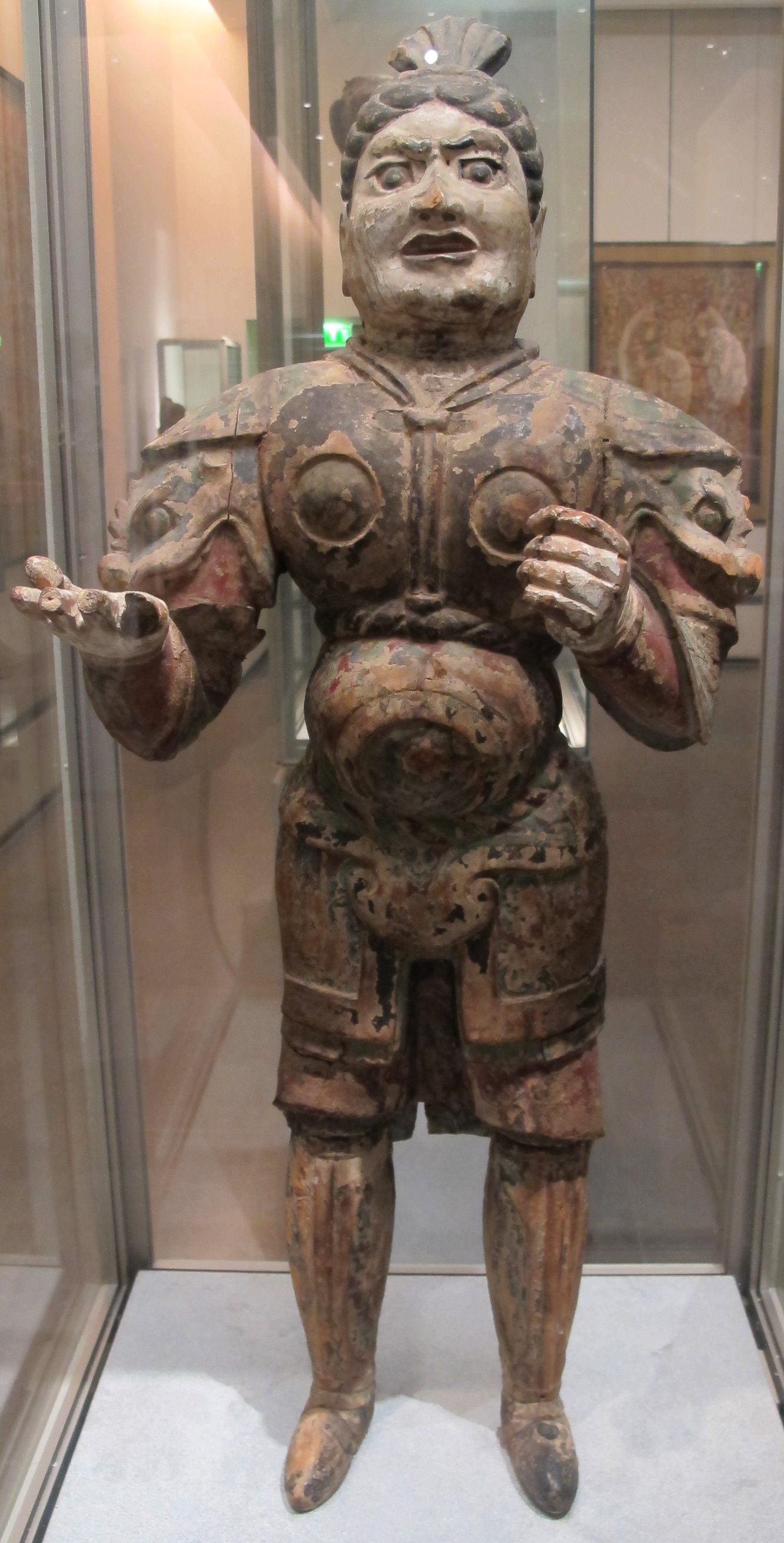
穿胄甲的唐代武將俑

初唐的鎧甲和戎服的基本保持著南北朝以來至隋代的樣式和形制。貞觀以後，進行了一系列服飾制度的改革，漸漸形成了具有唐代風格的軍戎服飾。唐高宗、武則天兩朝，國力鼎盛，天下承平，上層集團奢侈之風日趨嚴重，戎服和鎧甲的大部分脫離了使用的功能，演變成為美觀豪華，以裝飾為主的禮儀服飾。「安史之亂」後，重有恢復到金戈鐵馬時代的那種利於作戰的實用狀態。
唐代胄甲用於實戰的，主要是鐵甲和皮甲。除鐵甲和皮甲之外，唐代鎧甲中比較常用的，還有絹布甲。絹布甲是用絹布一類紡織品制成的鎧甲，它結構比較輕巧，外形美觀，但沒有防禦能力，故不能用於實戰只能作為武將平時服飾或儀仗用的裝束。

### 表演服飾

#### 舞衣

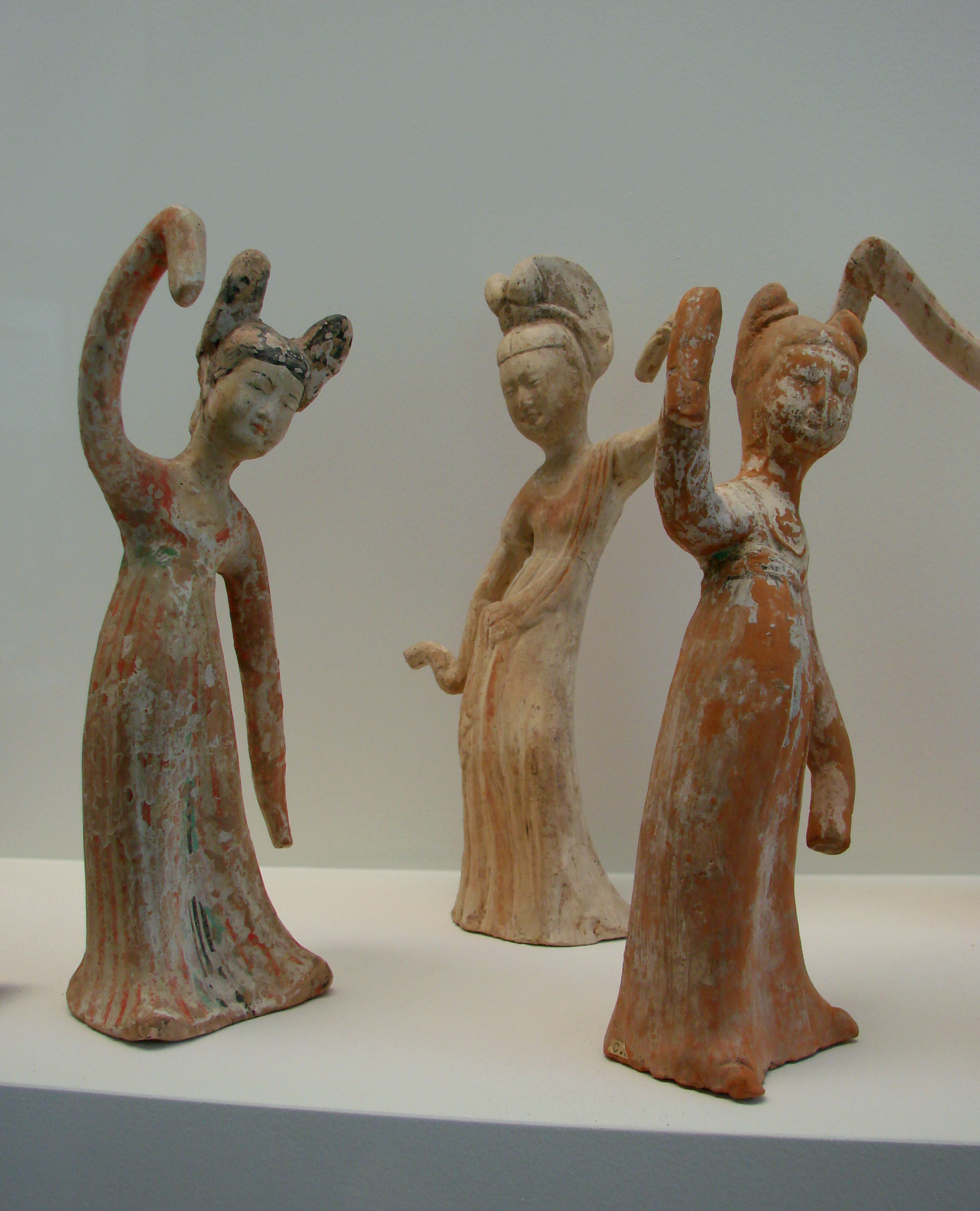
穿長窄袖舞衣的初唐舞姬

唐代舞蹈，有文、武之分。武舞又稱「健舞」，文舞又稱「軟舞」，兩種風格截然不同；前者威武激越，後者飄然若仙。胡舞大多屬於前者，而傳統的漢族舞蹈，則基本屬於後者。兩種不同的舞蹈，決定了兩種不同的服飾。總的看來，健舞的舞服以小袖為多，以便騰越旋轉。而軟舞的服裝則多用大袖，以表現出婉轉、舒展的姿態。隋唐時胡舞一度風行，對於貞觀、開元間胡服的普及，有一定的影響。

## 胡服
胡服流行于開元、天宝年间。它的特征是翻领、对襟、窄袖、锦边。在陕西等地的墓中壁画有大量反映。新疆吐鲁番阿斯塔那出土的绢画中也有这类服装的妇女。凡穿胡服的妇女，腰间都系有革带，革带上原来是北方民族的装饰，在魏晋时传入中原。到了唐代，曾一度定为文武官员必佩之物，上面悬挂算袋、刀子等七件物品，俗称“蹀躞七事”。开元以后，由于朝廷有了新的规定，所以一般官员不再佩挂。但在民间妇女中十分流行，省去“七事”，以窄皮条代替，仅存装饰之意，无使用价值。

### 回鶻裝

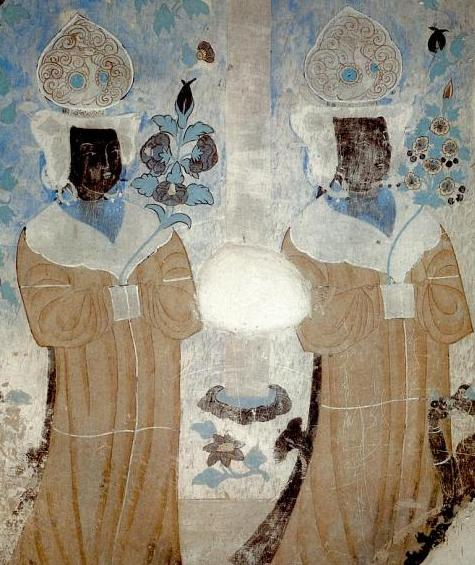
穿回鶻裝的婦女

回鶻是西北地區的少數民族，即現在的維吾爾族的前身。在唐朝開元年間，回鶻曾一度是北方最強盛的少數民族政權，回鹘人和汉人有着频繁的经济和文化交流。回鶻族的服裝，對漢族服装曾帶來較大的影響，尤其在貴族婦女及宮廷婦女中間廣為流行。回鶻裝的基本特點略似男子的長袍，翻領，袖子窄小而衣身寬大，下長曳地。顏色以暖色調為主，尤喜用紅色。材料大多用質地厚實的織錦，領、袖均鑲有較寬闊的織金錦花邊。穿著這種服裝，通常都將頭髮挽成椎狀的髻式，稱「回鶻髻」。髻上另戴一頂綴滿珠玉的桃形金冠，上綴鳳鳥。兩鬢一般還插有簪釵，耳邊及頸項各佩許多精美的首飾。足穿翹頭軟錦鞋。